# Cmentarz żydowski w Stawiskach (las Płaszczatka)

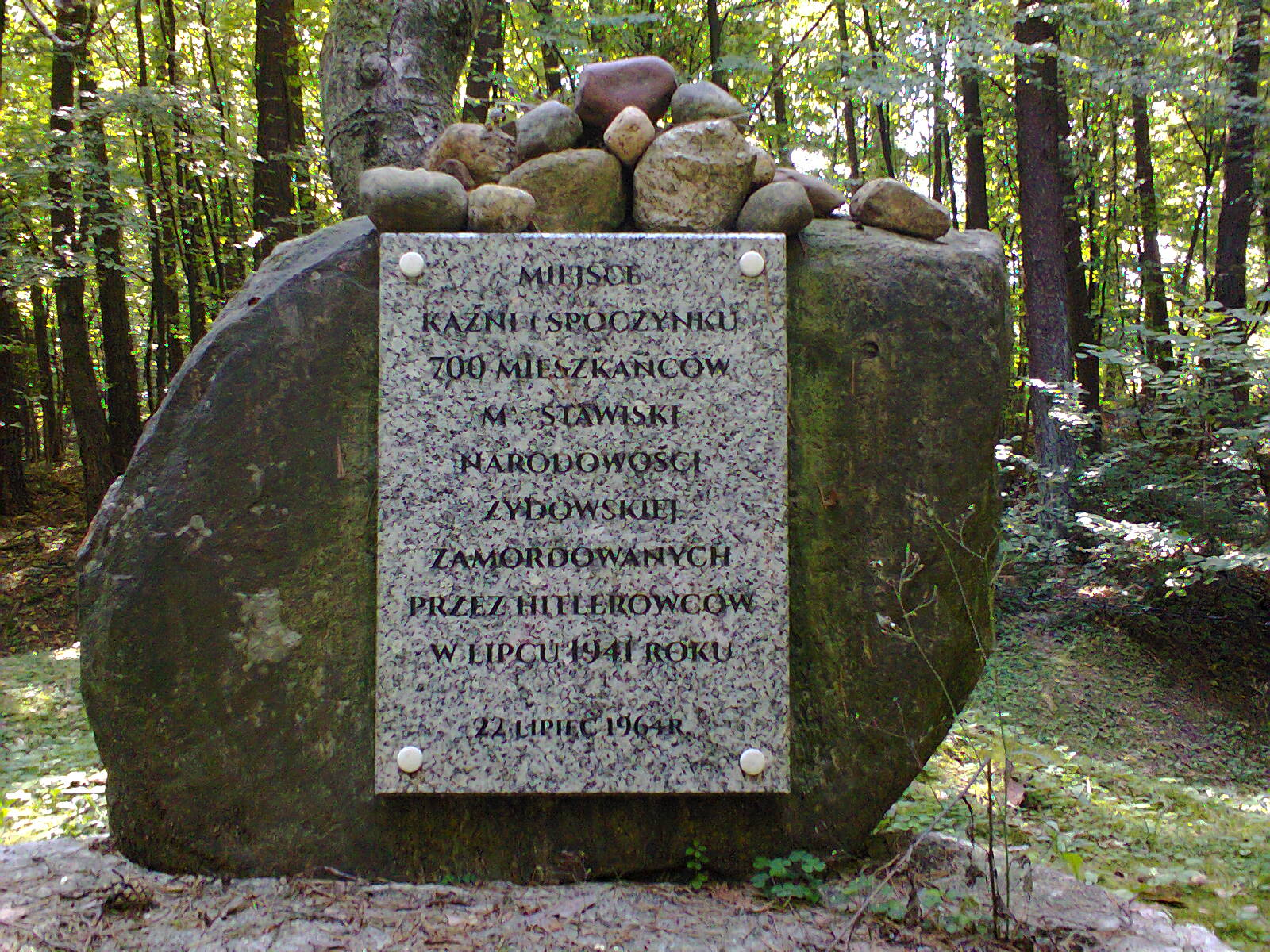
Tablica pamiątkowa na głazie mogiły

Cmentarz żydowski w Stawiskach (las Płaszczatka) – jeden z rejestrowanych zabytków miasta Stawiski, w województwie podlaskim.
Kirkut znajduje się po prawej stronie drogi Stawiski – Łomża (droga krajowa nr 61, ulica Łomżyńska). Stanowi zbiorowy grób z okresu drugiej wojny światowej. Na grobie ziemnym znajduje się granitowy głaz z pamiątkową tablicą. W grobie są pochowani stawiskowscy Żydzi zamordowani w lipcu 1941 roku przez hitlerowców.